# Bernadette Sanou Dao
Pour les articles homonymes, voir Sanou et Dao.
Bernadette Sanou Dao, Bernadette Dao ou Bernadette Dao Sanou, née le 25 février 1952 à Bamako (alors au Soudan français, aujourd'hui au Mali) est une enseignante, écrivaine de langue française et femme politique burkinabé,.

## Biographie
Bernadette Sanou Dao nait le 25 février 1952 à Baguinda au Mali. À l'âge de 11 ans, sa famille quitte le Mali pour le Burkina Faso (alors Haute-Volta). Elle est élève au collège Notre Dame de Kolog-Naba à Ouagadougou et obtient son baccalauréat en 1972 ; elle poursuit des études de littérature et de linguistique à Dakar (université Cheikh-Anta-Diop où elle obtient un DEA en linguistique), aux États-Unis (Université de l'Ohio, master en linguistique africaine) et en France (au CREDIF).

De retour au Burkina Faso, elle est enseignante de français, responsable du service de linguistique appliquée puis directrice jusqu'à sa retraite en 2012 de l'Institut Pédagogique du Burkina ; elle participe à l'édition de manuels scolaires pour l'enseignement du dioula. En 1986-1987, elle est la première ministre de la culture du Burkina Faso, poste créé sous de la présidence de Thomas Sankara,. Après le coup d'état contre Sankara, outre son travail à l'Institut Pédagogique, elle se consacre à des associations de protection des femmes et des enfants, fondant en 1988 l'UNTENI (Association pour la survie, la protection et le développement de l'enfant) et en 1991 la GUIMBI (Caisse mutuelle pour les femmes). À partir de 1996, elle occupe divers postes (membre du Conseil Supérieur de l'Information ; ministre de l'Intégration Régionale en 1999 ; directrice de l’Office national du Tourisme burkinabé).

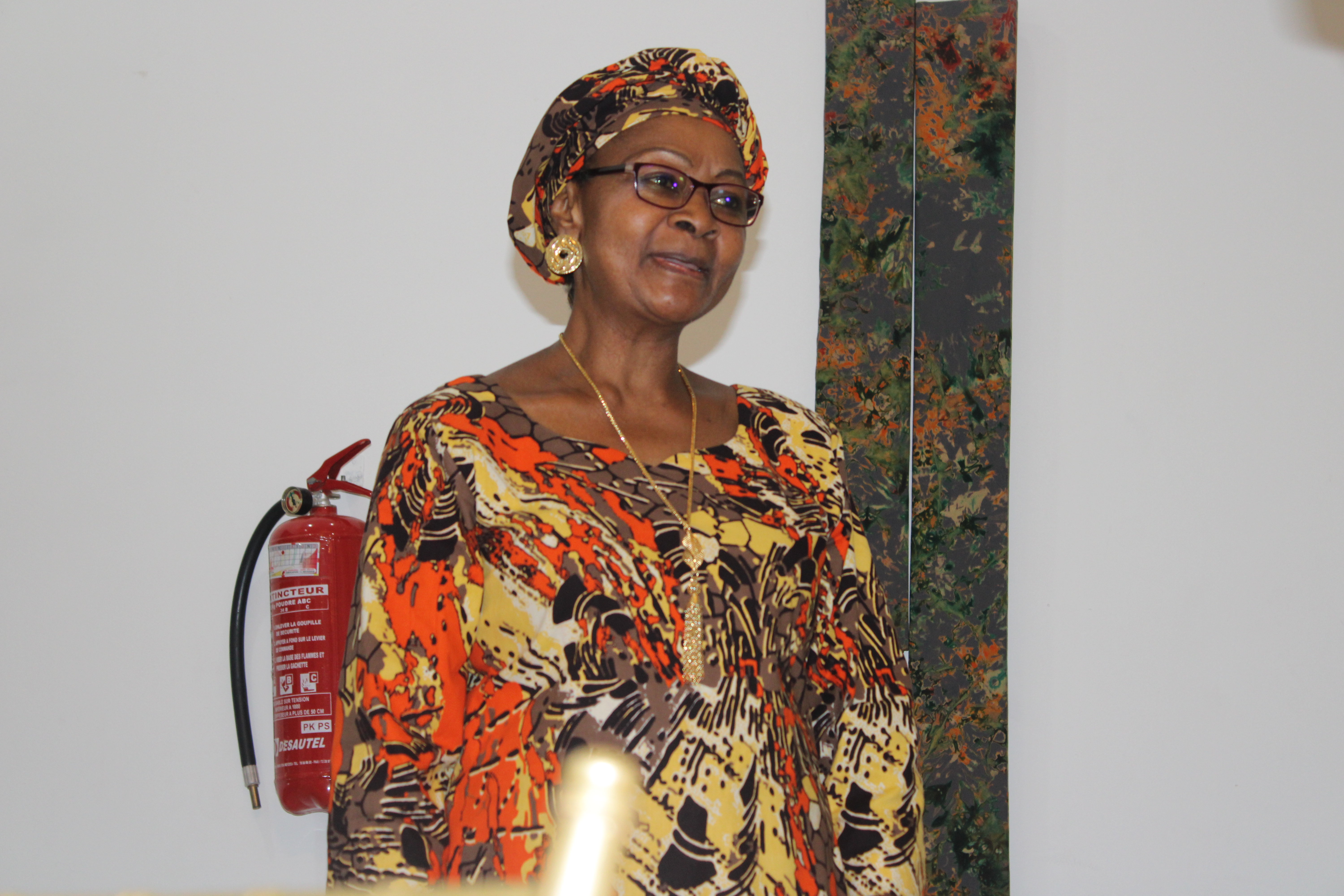
Bernadette Dao Sanou lors de la cérémonie de présentation des profils de femmes référencés lors de WikiGap 2024 au Burkina Faso

Bernadette Sanou Dao écrit de la poésie, des récits et nouvelles ; elle a publié un livre pour enfants sous le pseudonyme de Mâh Dao. Elle est lauréate du prix Jean-Cocteau de poésie en 1995 pour son recueil Quote-part et Symphonie.
Elle préside l'association Mots d'Elles fondée le 20 novembre 2021 à Ouagadougou qui se donne pour objectif de favoriser l'émergence d'une littérature nationale féminine de qualité. L'association compte parmi ses membres les écrivaines burkinabées Monique Ilboudo et Sophie Heidi Kam.

## Œuvres

### Nouvelles
- La dernière épouse, Abidjan, EDILIS, 1997, 128 p.  (ISBN 2-909238-64-4) ; réunit neuf nouvelles : Un garçon pour Malick ; Le fils de l'abbé Banbaga Jean-Baptiste ; Hommes tout-puissants ; L'amant de Josette ; Rue de l'hôpital ; Sacrée mère Zizanie ; Un albinos pour le trône ; La dernière épouse ; Tony le rêve[1],[8] ; 2e édition, Abidjan, EDILIS, 2001.
- La femme de diable & autres histoires, Ouagadougou, Découvertes du Burkina, 2003.
- Avance, mon peuple et autres nouvelles du Burkina Faso, Ouagadougou, Découvertes du Burkina, 2005, 233 p.  (ISBN 2-915991-02-2).
- Le charme rompu, Abidjan, Vallesse Éditions, 2014.
- La bonne à tout taire, Découvertes du Burkina, 2021, 73 p.  (ISBN 978-2-915991-90-1)

### Poésie
- Parturition (Vaines douleurs-fureur vaine), dans le recueil Poésie, Ouagadougou, Ministère de la Culture, Imprimerie Presses Africaines, 1988, p. 5-38[9].
- Émeraudes, dans le recueil Poésie pour enfants, Ouagadougou, Ministère de la Culture, Imprimerie Presses Africaines, 1987, p. 5-20.
- Symphonie (Soie et Soleil), Ouagadougou, Imprimerie Nouvelle du Centre, 1992.
- Quote-Part, poésie, Ouagadougou, Imprimerie Nouvelle du Centre, 1992. Le poème « Une femme comme il faut » est particulièrement remarqué[6],[10]
- Quote-part et Symphonie, Paris, Nouvelle Pléiade, 1995, 58 p.  (ISBN 2-84185-030-7).

Son poème « Une visite embarrassante » a inspiré en 2015 le film court-métrage « Quelqu'un à la porte » de la réalisatrice Burkinabé Habibou Zoungrana.

### Livres pour enfants
- La Crèche du petit Mohammed, Abidjan, CEDA/ Hurterbise, 2002, collection « Lire au présent » ; réédition : Vanves, Édicef, 2012, 32 p. illustré par Audrey Gessat  (ISBN 978-2-7531-0549-2)[12].